# Paul Drude

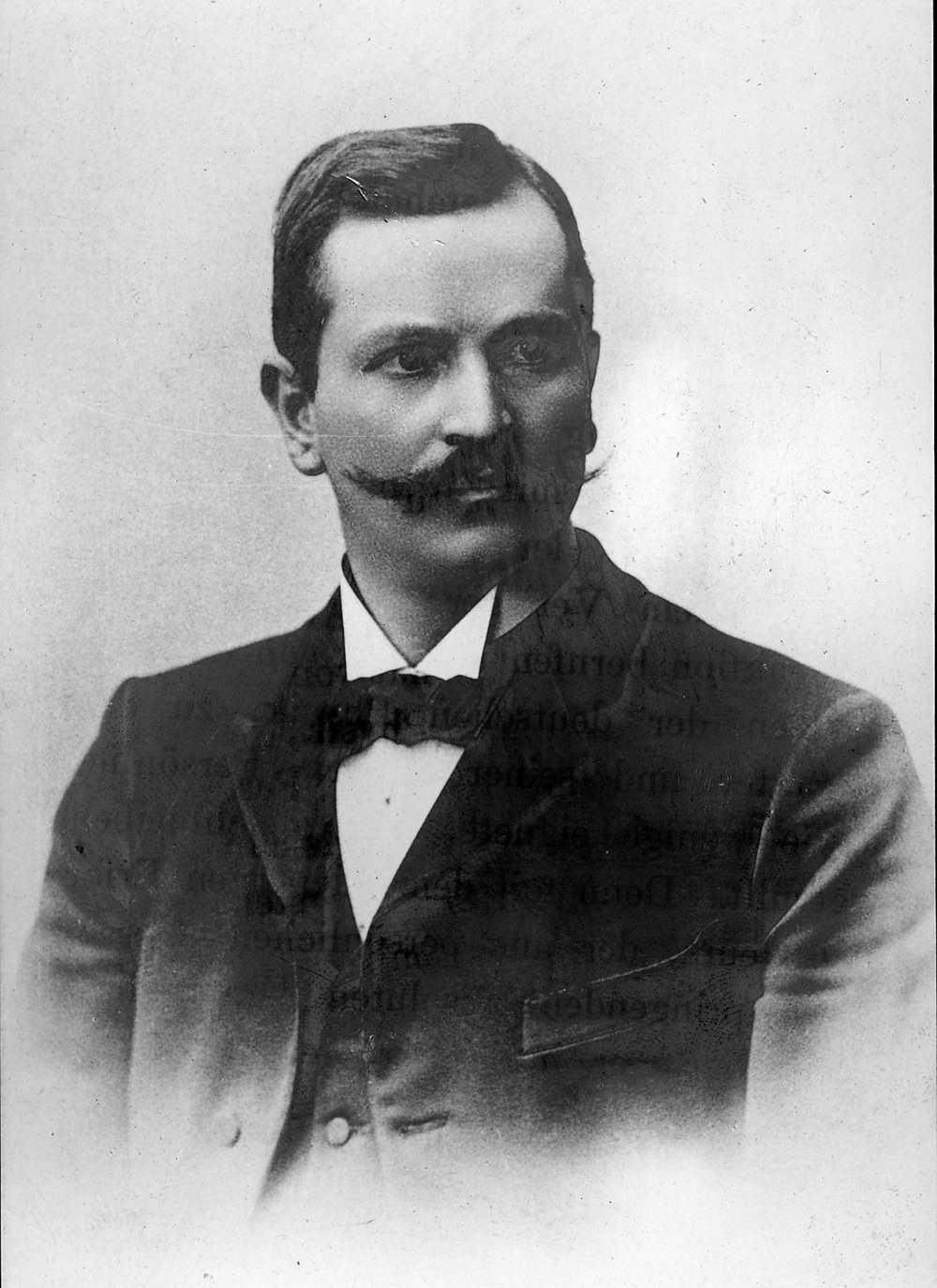
Paul Drude.

Paul Karl Ludwig Drude (* 12 de julio de 1863 en Braunschweig, Alemania; † 5 de julio de 1906 en Berlín, Alemania) fue un físico alemán especializado en óptica. Es autor de un libro de texto fundamental donde integra la óptica con las teorías de Maxwell sobre electromagnetismo. Fue el hermano menor del botánico Carl Georg Oscar Drude.

## Educación
Drude hizo sus estudios de matemáticas en la Universidad de Gotinga, pero se cambió a física. Su doctorado, que trata de la reflexión y la difracción de la luz en cristales, lo concluyó en 1887, bajo la asesoría del Prof. Woldemar Voigt.

## Carrera
En 1894 Drude obtuvo el profesorado extraordinario en la Universidad de Leipzig, en el mismo año se casa con Emilie Regelsberger, la hija de un abogado de Gotinga. Tuvieron cuatro hijos. En 1900 llegó a ser el editor de la revista científica alemana Annalen der Physik, el órgano de difusión de física más respetado de su época. 
Drude se graduó el año en que Heinrich Hertz inició las publicaciones de sus descubrimientos de sus experimentos de las teorías electromagnéticas de James Clerk Maxwell. Entonces inició su carrera en el tiempo que las teorías de Maxwell fueron introducidas en Alemania. Sus primeros experimentos fueron las determinaciones de las constantes ópticas de varios sólidos medidas con niveles de exactitud sin precedencia. Drude trabajó después para derivar las relaciones entre la óptica y las constantes eléctricas y la estructura física de las substancias. En 1894 introdujo el símbolo "c" para la velocidad de la luz en un vacío perfecto.
De 1900 a 1905 fue profesor ordinario de física en la Universidad de Giessen (Hesse). En 1905 es nombrado director del Instituto de Física de la Universidad de Berlín. En 1906, en la cima de su carrera a los 43 años de edad, es nombrado miembro de la famosa Academia Prusiana de Ciencias. A los pocos días de su cátedra inaugural, y por razones inexplicables, se suicidó, dejando esposa y cuatro hijos. 
Las investigaciones de Drude lo hicieron líder de la electrodinámica en Alemania. Sus numerosas contribuciones, en particular en la teoría de metales, marca la transición de la física clásica a la física moderna y su carrera refleja claramente la modernización institucional de la ciencia.

## Reconocimientos
- En 1992 fue fundado en Berlín el Paul-Drude-Institut für Festkörperelektronik (Instituto Paul Drude de Electrónica del Estado Sólido).
- El cráter Drude de la Luna fue nombrado en su memoria.